# Labyrint (sång)
Labyrint skrevs och sjöngs av Per-Erik Hallin då den kom på delad sjätteplats i den svenska Melodifestivalen 1984, och missade finalen. Låtens text handlar om att det är svårt att hitta fram sin egen väg bland alla falska profeter.